# ЛВ
ЛВ (Л Ворошиловградский; первоначальное заводское обозначение — ОР18 — завод имени Октябрьской революции, 18 — нагрузка от осей на рельсы, в тс) — советский магистральный грузовой паровоз, производившийся с 1952 по 1956 гг. Был создан на Ворошиловградском паровозостроительном заводе с учётом опыта проектирования, постройки и эксплуатации паровоза серии Л, за что получил у железнодорожников прозвища Лебедянка и Лебедь (как и паровоз Л). Один из самых совершенных советских паровозов («паровоз высшего конструкторского класса»), на его базе был создан опытный однотипный паровоз ОР21. Опыт проектирования паровоза ЛВ был в значительной степени использован при создании одного из лучших китайских паровозов — QJ. Последний паровоз серии (ЛВ-0522) стал для советского паровозостроения последним построенным магистральным паровозом.

## История создания

### Предпосылки к появлению

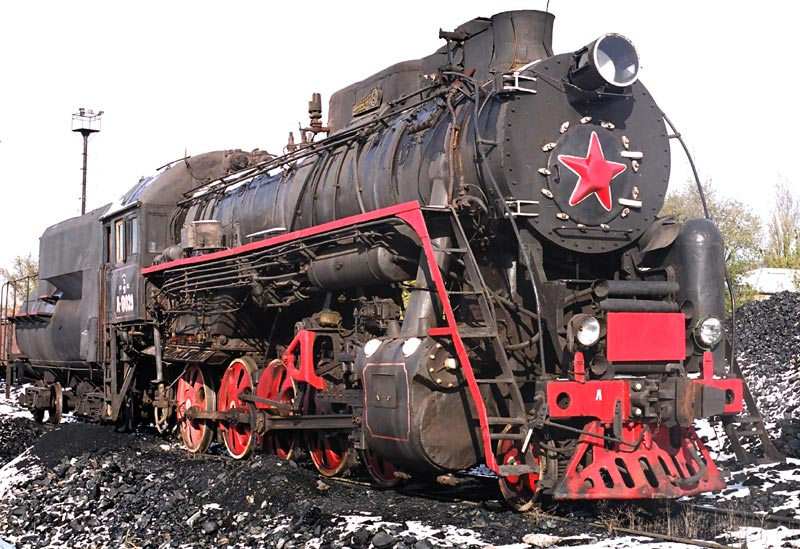
Паровоз серии Л

В первые послевоенные годы локомотивный парк советских железных дорог активно пополнялся паровозами серии Л (до 1947 года — П). Этот паровоз относился к типу 1-5-0, то есть у него было 5 движущих осей и одна бегунковая. Паровоз показывал хорошие динамические свойства и тяговые характеристики. За его разработку коллектив конструкторов даже был награждён Сталинской премией. Всего было построено более 4 тысяч локомотивов этой серии. Однако, паровоз Л имел несколько недостатков, из которых самым существенным была его «весовая напряжённость». Это означало то, что достаточно тяжелая конструкция паровоза (нагрузка от осей на рельсы составляла 18 тс) не позволяла устанавливать на него устройства по повышению экономичности, например, водоподогреватель. Ещё один недостаток паровоза был связан с его осевой формулой: отсутствие задней поддерживающей оси ограничивало скорость паровоза при движении задним ходом (тендером вперёд) в кривых и на стрелочных переводах. Поэтому уже в 1948 году Главное управление паровозного хозяйства МПС внесло предложение о реконструкции паровоза серии Л в тип 1-5-1 с сохранением сцепной массы 91 т. Предполагалось, что применение задней поддерживающей тележки обеспечит возможность установки водоподогревателя для повышения экономичности котла.

### Проектирование
В 1949 году на Ворошиловградском паровозостроительном заводе приступили к проектированию нового паровоза. В системе КБ завода проект реконструкции типа 1-5-0 в тип 1-5-1 был определён как рабочий проект модернизации паровоза серии Л. Дополнительная поддерживающая тележка должна была обеспечить не только установку водоподогревателя, но и установку более мощного котла, теплотехнический расчёт котла производился по методике профессора Н. И. Белоконь. Помимо этого, проект предусматривал усиление конструктивных элементов экипажной части, в целях повышения её надёжности. В течение 1949 года был разработан первоначальный вариант модернизации паровоза . В связи с тем, что завод одновременно осваивал производство паровоза типа 1-5-0 серии Л, сроки разработки рабочего проекта его модернизации оказались под угрозой срыва. 
Осенью 1950 г., сразу же после успешного завершения государственных испытаний опытного паровоза типа 1-5-2 «23-001», его конструктор — П. М. Шаройко, был назначен главным конструктором Ворошиловоградского паровозостроительного завода (ВПЗ). Была поставлена задача в срочном порядке устранить проявившиеся в эксплуатации конструктивные недостатки паровоза серии Л (трещины в блоке цилиндров и в узлах главной рамы) и тем самым обеспечить возможность его крупносерийного производства на ВПЗ и на Брянском заводе. Кроме того, предстояло завершить разработку рабочего проекта модернизации паровоза серии Л путём применения дополнительной задней поддерживающей тележки, с установкой на паровоз более мощного котла и водоподогревателя системы Брянского завода (паровоз типа 1-5-0, серии Л, не имел для этого весового резерва). Водоподогреватель Брянского завода, хорошо зарекомендовал себя на трёх опытных паровозах с осевой нагрузкой 23 т., обеспечивая повышение экономичности котла. Таким образом, с осени 1950 г., завершение рабочего проекта модернизации паровоза серии Л осуществлялось под руководством П. М. Шаройко.
С учётом того, что изменение осевой формулы модернизируемого паровоза повлечёт за собой и изменение его динамических характеристик, П. М. Шаройко принял решение о заключении договора с Харьковским Политехническим Институтом о проведении научно-исследовательской работы с целью выработки теоретически обоснованных рекомендаций на проектирование узлов движущего механизма и экипажной части проектируемого паровоза типа 1-5-1. Заключение договора с кафедрой «Теория Механизмов и Машин» ХПИ в значительной степени было связано с тем обстоятельством, что П. М. Шаройко до войны, совмещая конструкторскую работу на ХПЗ с преподаванием в ХТТИ (ХПИ), был лично знаком со всеми ведущими специалистами ХПИ и знал их потенциальные возможности, что в конечном итоге обеспечило успешное завершение проектных работ по паровозу.
Отчет о НИР Харьковского политехнического института им. В. И. Ленина "Динамика и уравновешивание главных и парораспределительных механизмов паровоза серии «Л». 1951 г.
Рабочие чертежи были готовы лишь к концу 1951 года.

### Первый опытный паровоз
Постройка первого опытного паровоза осуществлялась стационарно, параллельно с поточным производством паровозов серии Л.
Фото: Установка котла на раму паровоза. 1952 г.; 4-осный тендер с буксами на роликоподшипниках. 1952 г.

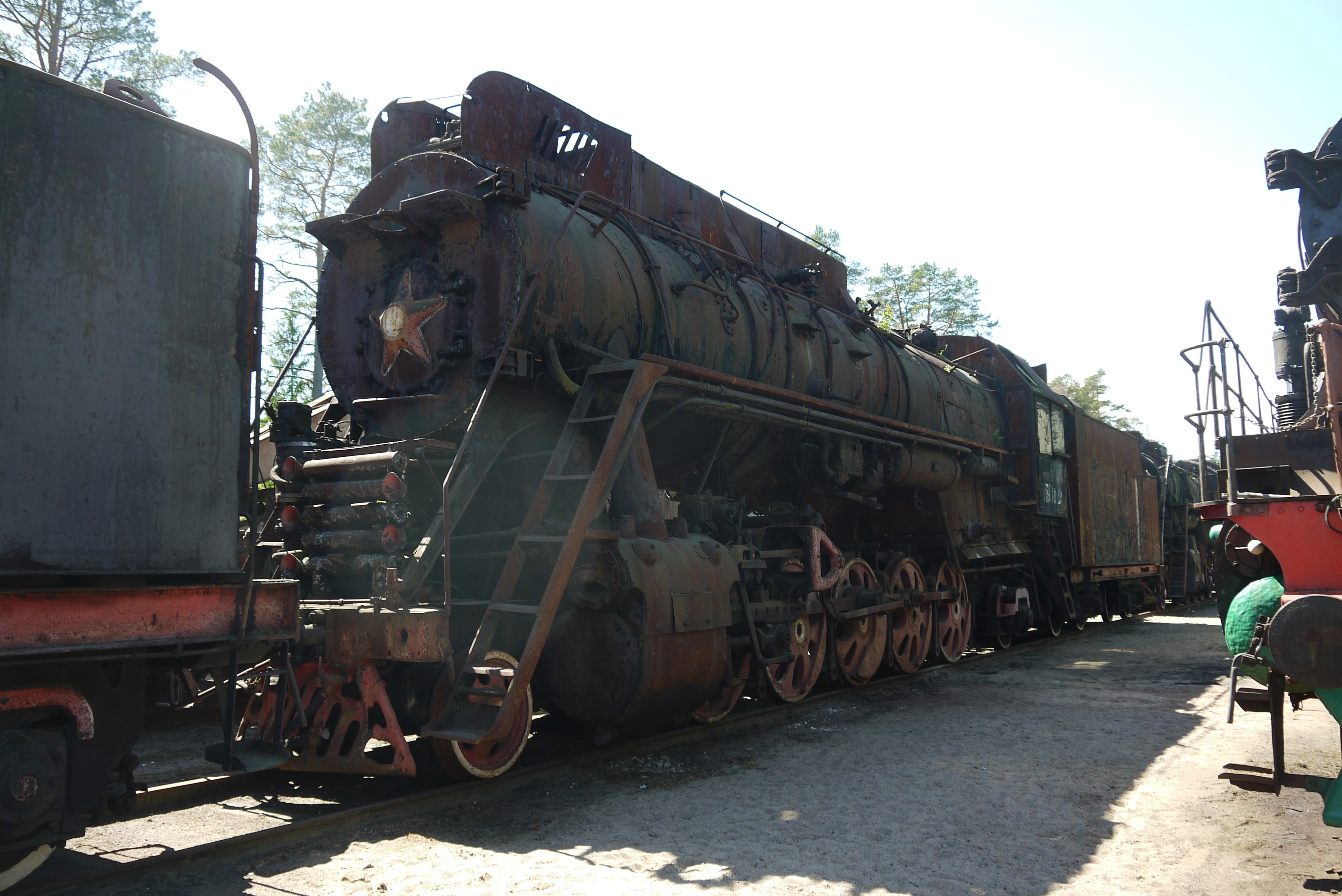
Первый ЛВ18 (ОР18) в 2015 году

В декабре 1951 года на заводе закончили постройку первого паровоза, которому присвоили заводское обозначение ОР18 (Октябрьская революция, нагрузка от движущих осей 18 тс), а полное обозначение паровоза было ОР18-01.
Фото: Подготовка к заводской обкатке. 1952 г. 
По сравнению с паровозом Л, новый паровоз отличался рядом улучшений, среди которых, помимо нового парового котла и водоподогревателя, стоит отметить следующие:
- увеличитель сцепного веса, который при трогании паровоза с места и при движении по затяжным подъёмам за счёт разгрузки бегунковой и поддерживающей осей увеличивал сцепной вес с 90 до 97 тонн.
- централизованная система смазки.
- механизм прокачки колосников, дверцы топки и реверс были оборудованы пневматическим приводом.
- изменена конструкция конуса, что позволило увеличить тягу воздуха в топке.
- все колёсные пары локомотива и тендера имели роликовые подшипники.[4]

В память об успешном завершении заводских испытаний первого опытного паровоза ОР18-01 в Отделе Главного конструктора завода был оформлен фотоальбом.
Для получения паспортных характеристик паровоз был отправлен на экспериментальное кольцо ЦНИИ МПС, куда он прибыл в июне 1952 года. В ходе этих испытаний паровоз показал поразительные результаты, которые превышали все расчёты и ожидания. Так, на скорости 59,4 км/ч при отсечке 0,608 и при форсировке котла 112,9 кг/м² была достигнута касательная мощность в 3590 л.с. (по котлу она достигала 3808 л.с.) — максимальное значение среди всех советских серийных паровозов. Для сравнения, это на 12 % больше, чем у паровоза ФД (3200 л.с.) и на 14 % больше, чем у тепловоза ТЭ3 (3000 л.с.). При отсечке 0,7 при скорости 10 км/ч сила тяги паровоза ОР18-01 достигала 26 250 кгс, а при скорости 30 км/ч — 22 500 кгс, что на 19,8 % больше, чем у паровоза Л. Также на паровозе ОР18-01 удалось реализовать самый высокий среди всех советских паровозов коэффициент полезного действия — 9,27 %. В августе 1953 года паровоз ОР18-01 поступил в локомотивное депо Люблино Московско-Курско-Донбасской железной дороги.

### Последующие опытные паровозы
Так как результаты испытаний паровоза ОР18-01 оказались успешными, то 30 ноября 1953 года Ворошиловградский паровозостроительный завод выпустил паровоз ОР18-002. По сравнению с первым паровозом ОР18-002 имел некоторые отличия. Так, у него было ещё больше усилено заднее междурамное крепление, убрано возвращающее устройство с 5-й колёсной пары, вместо двух песочниц была установлена одна, но большего объёма, убран воздухоподогреватель (единственный паровоз из серии ЛВ (ОР18) без воздухоподогревателя) и изменена конструкция будки машиниста. Также под тендер паровоза ОР18-002 были подкачены опытные тележки с литыми боковинами (такие же будут подкачены и под тендер паровоза ОР18-003). 31 января 1954 года завод выпустил ОР18-003, а 30 марта того же года — ОР18-004. Оба эти паровоза по конструкции были аналогичны паровозу ОР18-002, но были оборудованы воздухоподогревателем. Сцепной вес паровозов возрос почти до 91 т.

### Паровозы установочной партии
В том же году Ворошиловградскому паровозостроительному заводу был выдан заказ на изготовление установочной партии паровозов ОР18, который был выполнен к концу года в количестве 6 локомотивов (№ 0005—0010). В отличие от первых 4-х машин (01—004), паровозы установочной партии были оборудованы подшипниками скольжения, но конструкция буксовых узлов позволяла заменять их на подшипники качения. Также в процессе выпуска установочной партии паровозы впервые получили обозначение серии — ЛВ. Это означало, что паровоз создан с учётом опыта проектирования, постройки и эксплуатации паровоза Л, но по чертежам Ворошиловградского паровозостроительного завода. Примечательно, что опытные паровозы: ОР18-01÷ОР18-004 получили соответственно обозначения: ЛВ18-001÷ЛВ18-004, тогда как новые паровозы при постройке получали обозначение ЛВ.

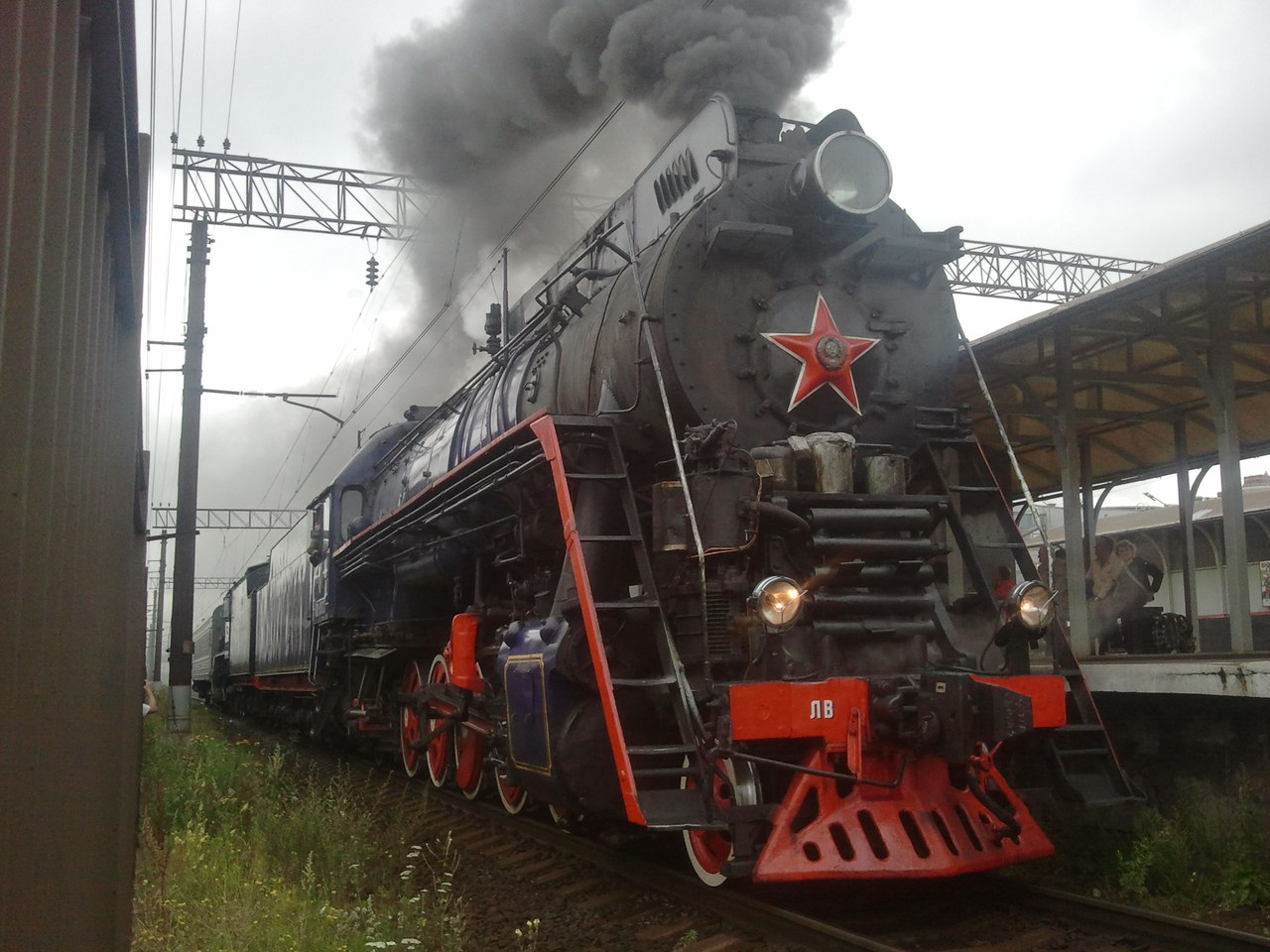
Паровоз ЛВ - 0522 с ретропоездом

### Серийные паровозы
Так как эксплуатация этих машин показывала хорошие результаты, то в 1955 году Ворошиловградский завод перешёл на серийное производство паровозов ЛВ. В том же году завод выпустил 112 штук (№ 0011—0122), а в 1956 году ещё 400 (№ 0123—0522). Серийные паровозы по конструкции были схожи с паровозами установочной партии, но в процессе производства в их конструкцию вносились некоторые изменения. Так, у паровозов ЛВ № 0024—0026 подшипники качения были установлены на всех осях, тогда как у серийных паровозов ими были оборудованы только поддерживающая ось и колёсные пары тендера. С ЛВ-0026 вместо 4-осного тендера (тип П33, как у паровозов Л) стал прицепляться 6-осный (тип П58, как у паровозов П36 и ОР21). Одновременно с этим была усилена конструкция заднего стяжного ящика (служит для соединения паровоза с тендером), что привело к некоторому увеличению массы паровоза. С ЛВ-0041 воздушный реверс стал размещаться на дымовой коробке (ранее он крепился на цилиндрической части котла).
Для сети дорог СССР, МПС планировало заказать ВПЗ всего около 3000 ед. паровозов серии ЛВ. Кроме того, на Ворошиловградском паровозостроительном заводе, на базе ЛВ был спроектирован более мощный паровоз типа 1-5-1 с осевой нагрузкой 21 т. заводское обозначение ОР21, предназначенный для замены паровозов серии ФД. Всего было построено три опытных локомотива, которые успешно прошли эксплуатационные испытания на грузонапряжённом участке «Красный Лиман — Основа» и планировались к серийному производству… Но в феврале 1956 года на XX-ом съезде КПСС было принято указание о «широком внедрении электровозов и тепловозов», а также о прекращении строительства паровозов. Поэтому уже 5 февраля Ворошиловградский паровозостроительный завод выпустил свой первый тепловоз ТЭ3-2001, а 19 октября сменил название на Ворошиловградский тепловозостроительный завод. В конце года завод выпустил свой последний паровоз ЛВ-0522.

## Конструкция
По конструкции паровоз ЛВ во многом схож с паровозом Л (что вполне логично), но более совершенен. Постановка дополнительной оси позволила развить многие элементы конструкции (например, были усилены некоторые соединения рамы), а также установить ряд устройств по повышению экономичности. Помимо этого, резерв в весовом отношении позволял устанавливать на ЛВ такие устройства как автостоп, локомотивную сигнализацию, более совершенные автотормоза, радиосвязь и так далее. Также по многим элементом ЛВ схож с ФД, например его задняя тележка по конструкции аналогична задней тележке паровоза ФД. Как уже указывалось выше, паровоз ЛВ послужил основой для паровоза ОР21, который имел сцепной вес 105 т (с включённым увеличителем сцепления 115 т). Примечательно, что в Китае вплоть до 1988 года выпускался паровоз QJ который был создан на основе конструкции паровозов ЛВ и ФД.

### Экипажная часть

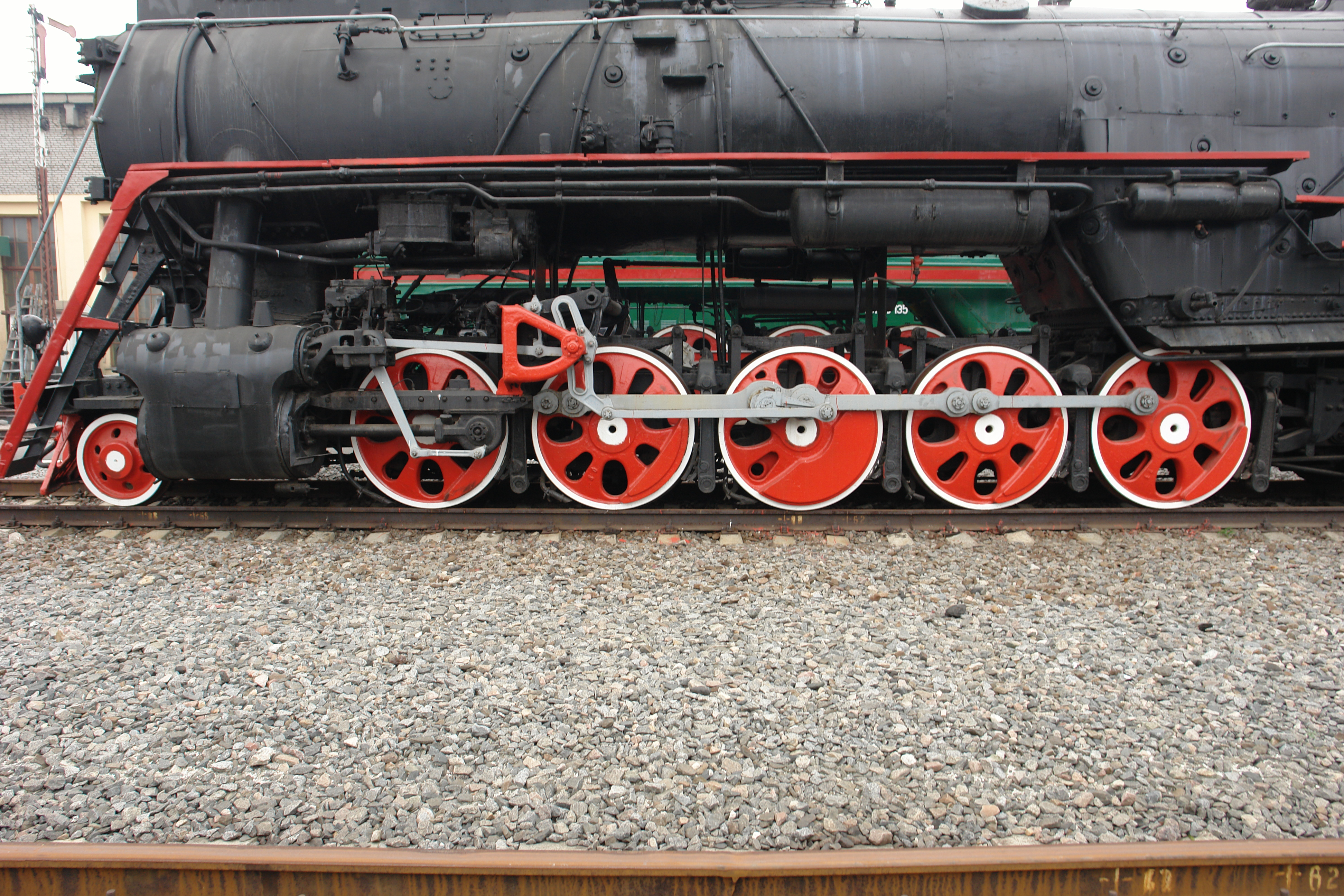
Вид на экипажную часть

Ходовая часть паровоза ЛВ состоит из основной рамы и двух одноосных тележек. Как и паровозов Л и ФД, рама ЛВ выполнена брусковой с толщиной полотен 140 мм. Для повышения прочности многие элементы рамы подвергались поверхностной закалке токами высокой частоты. В передней части рамы установлен буферный брус, который служит для установки автосцепки СА-3 и буферов. Также он является передним междурамным скреплением. Следующим междурамным скреплением являются блочные цилиндры, которые скрепляются между собой с рамой локомотива болтами. В задней части рамы расположен стяжной ящик, который служит для соединения паровоза с тендером. Также стяжной ящик является задним междурамным скреплением. Помимо этого, боковины рамы соединены ещё несколькими промежуточными скреплениями.
Колёсные пары паровоза выполнены бандажными с толщиной бандажа 75 мм и с дисковыми колёсными центрами. Диаметр поверхности катания движущих колёс составляет 1500 мм. Ведущей колёсной парой является третья движущая ось — на неё непосредственно передаётся усилие от паровой машины. Для лучшего вписывания в кривые передняя и задняя тележки (обе системы Бисселя) имеют возможность отклонения от продольной оси локомотива. Передняя тележка может отклоняться в пределах ±125 мм (по крайним точкам), задняя — ±105 мм, разбег первой, второй и пятой движущих осей составляет 40 мм, четвёртой — 14 мм, а третья движущая (ведущая) ось не имеет гребней. В рессорном подвешивании применены листовые рессоры (рессорное подвешивание тендерных осей и бегунковой оси на витых пружинах), схема подвешивания 3-точечная статически определимая, выполнена на валиках. Экипаж ЛВ позволял, благодаря пневматическому увеличителю сцепного веса, при трогании с места перераспределять вес паровоза с задней поддерживающей оси на движущие оси.

### Котёл
Котёл на ЛВ по конструкции аналогичен котлу паровоза Л, но более развит. Так благодаря устранению «весовой напряжённости» у паровоза ЛВ по сравнению с Л была увеличена на 7 % (с 6 до 6,46 м²) площадь колосниковой решётки. Увеличение её площади было достигнуто лишь за счёт увеличения ширины с 1830 мм (как у Л) до 1970 мм (как у СО), длина при этом осталась неизменной (3280 мм). Площадь зеркала испарения возросла с 14,1 до 15,2 м². Как и на Л котёл цельносварной и состоит из 4 барабанов, но диаметр его цилиндрической части был увеличен с 1870 до 2050 мм. Благодаря этому удалось увеличить испаряющую площадь котла с 222,3 до 236,9 м², а площадь пароперегревателя со 113 до 149,2 м². Для улучшения процесса горения в топке длина дымовой коробки была увеличена с 2310 до 3370 мм, что при увеличении диаметра котла позволило увеличить её объём с 6,6 до 11,5 м². Также был заменён конус: вместо четырёхдырного с раздельным выхлопом был установлен более эффективный однодырный.

### Машина
Двигателем паровоза ЛВ является простая двухцилиндровая паровая машина с диаметром цилиндров 650 мм и ходом поршня 800 мм. Цилиндры блочного типа отлиты в виде полублоков заодно с камерами для золотников и опорами для котла. Эти два полублока соединены друг с другом с помощью болтов в один блок, который установлен сверху на раму (полотна рамы в этом месте имеют вид консоли). Золотники цилиндрические диаметром 330 мм, без контрштоков (что упрощает конструкцию). Парораспределительный механизм ― Гейзингера, который достаточно хорошо зарекомендовал себя в эксплуатации. У всех дышловых подшипников поставлены плавающие втулки.

## Эксплуатация
Как уже было сказано выше, первый паровоз серии поступил на Московско-Курско-Донбасскую железную дорогу в локомотивное депо Люблино, где с августа 1953 года по апрель 1954 года проходил эксплуатационные испытания. Он эксплуатировался на участке Люблино—Серпухов совместно с паровозами ФД. В процессе этой опытной эксплуатации были получены следующие результаты: средний вес поездов для паровоза ОР18-01 был на 2 % больше, чем для ФД (1899 т против 1859 т), а вес тяжеловесных поездов на 8,7 % больше (2750 т против 2531 т), средняя техническая скорость возросла на 0,2 км/ч (с 41,5 до 41,7 км/ч). К тому же паровоз ОР18-01 по сравнению с паровозами ФД расходовал в среднем на 24,9 % меньше угля. В апреле 1954 года паровоз ОР18-01 был переведён в депо Москва-Сортировочная Московско-Рязанской железной дороги. Туда же поступили и паровозы ОР18-002, 003 и 004. Так как мощность этих паровозов была избыточна для железнодорожных участков с лёгким профилем, то до 1958 года эти четыре паровоза были переведены на Северную железную дорогу.
Серийные паровозы ЛВ поначалу эксплуатировались на участках Магнитогорск—Карталы—Тобол (депо Карталы Южно-Уральской железной дороги), Тайшет—Зима (депо Нижнеудинск и Зима Восточно-Сибирской железной дороги), Красноярск—Тайшет и Чернореченская—Красноярск (депо Красноярск и Иланская Красноярской железной дороги). Благодаря эксплуатации паровозов ЛВ, вес поездов на перечисленных участках повысился в среднем на 25—30 %, расход угля снизился в среднем на 12—14 %, заодно повысилась участковая скорость.
Несмотря на столь хорошие результаты, в эксплуатации паровозов ЛВ были и некоторые затруднения. Так длина паровоза с шестиосным тендером достигала 28 метров (у паровоза Л длина с тендером составляла около 23 метров), из-за чего паровозы могли успешно эксплуатироваться лишь в депо, где имелись поворотные круги диаметром 30 метров. Однако поворотные круги таких размеров в большинстве паровозных депо того времени отсутствовали.
В связи с электрификацией главного хода Транссиба (1959 г.), а также перевода депо Карталы на тепловозную тягу (1960 г.), паровозы ЛВ из этого депо были переведены на Целинную (депо Атбасар и Кушмурун), Северную (депо Сольвычегодск, Микунь, Сосногорск и Вожега), Кемеровскую (депо Тайга и Топки) и на Южно-Уральскую (депо Егоршино и Кузино) железные дороги. Помимо грузовых, паровозы ЛВ водили и пассажирские поезда (в основном это были паровозы с 4-осными тендерами). На 1 января 1976 года в инвентарном парке Министерства путей сообщения ещё числился 521 паровоз которые эксплуатировались на Северной (168 паровозов), Казахской (209 паровозов), Свердловской (35 паровозов), Южно-Уральской (34 паровоза) и Западно-Сибирской (75 паровозов) железных дорогах. С конца 1960-х паровозы ЛВ стали постепенно оставлять в резервы МПС, а по окончании срока полного освидетельствования парового котла, списывать.

## Сохранившиеся паровозы

### В рабочем состоянии
- ЛВ-0233 — Депо Сальск.
- ЛВ-0283 — Депо Тихорецкая.

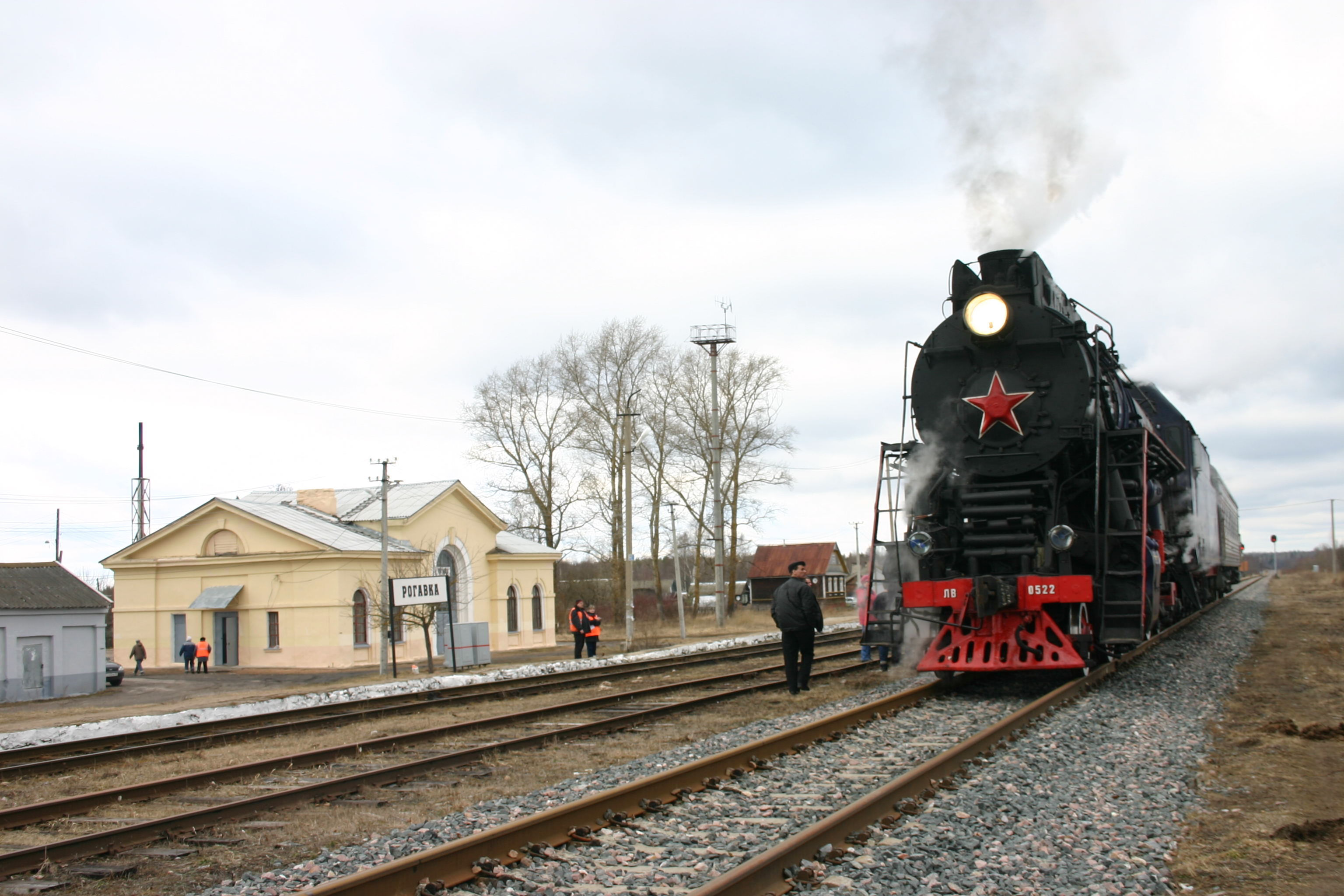
Паровоз ЛВ-0522 на станции Рогавка.

- ЛВ-0182 — Депо «Подмосковная» (Москва).
- ЛВ-0522 — Депо "Санкт-Петербург Финляндский"
- ЛВ-0165 — Депо «Златоуст» ЮУЖД, находится в депо Троицк (Челябинская область).
- ЛВ-0123 — Депо «Пермь-2»

### Законсервированы
- ЛВ-0214 — 22 мая 2019 года прибыл на станцию Локомотивстрой СКЖД

### В музеях

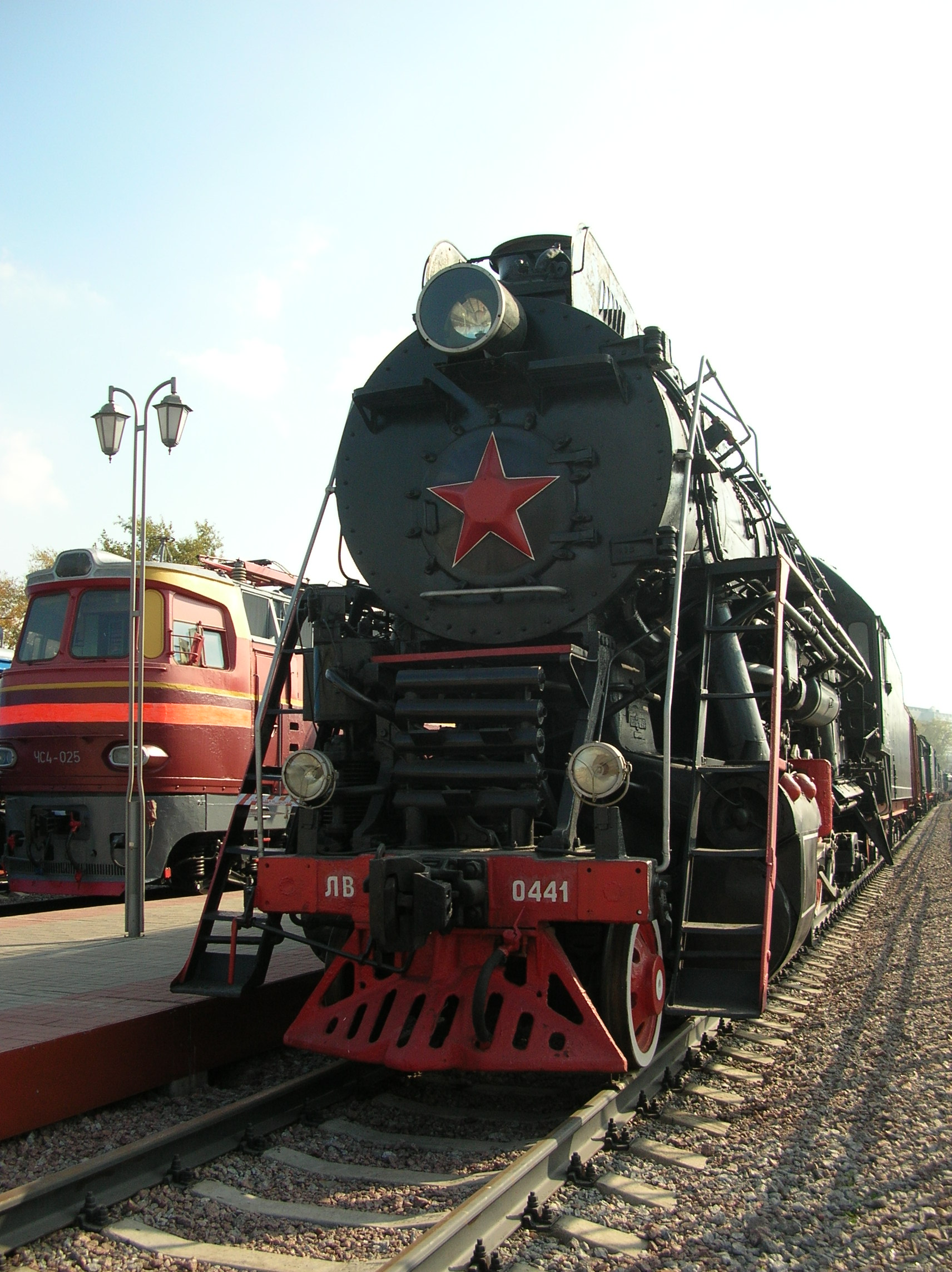
Паровоз ЛВ-0441.

- ЛВ18-01 — музей близ станции Лебяжье (Ленинградская область)[8].
- ЛВ18-002 — Центральный музей Октябрьской железной дороги на Варшавском вокзале[8].
- ЛВ-0040 — Новосибирский музей железнодорожной техники[9].
- ЛВ-0192 — музей локомотивного депо Вологда[9].
- ЛВ-0202 — Брестский железнодорожный музей[9].
- ЛВ-0225 — Нижегородский железнодорожный музей.
- ЛВ-0268 — Самарский железнодорожный музей.
- ЛВ-0333 — Ростовский железнодорожный музей[9].
- ЛВ-0407 — Музей истории и развития Донецкой железной дороги.
- ЛВ-415 — Фондовая площадка ЦМЖТ РФ «Пионерский парк», на станции Лебяжье Октябрьской железной дороги.
- ЛВ-0420 — база запаса музея Октябрьской железной дороги на станции Шушары[9].
- ЛВ-0428 — Челябинский железнодорожный музей[9].
- ЛВ-0441 — Московский железнодорожный музей[9].
- ЛВ-0487 — Ташкентский железнодорожный музей[9].

### Паровозы-памятники

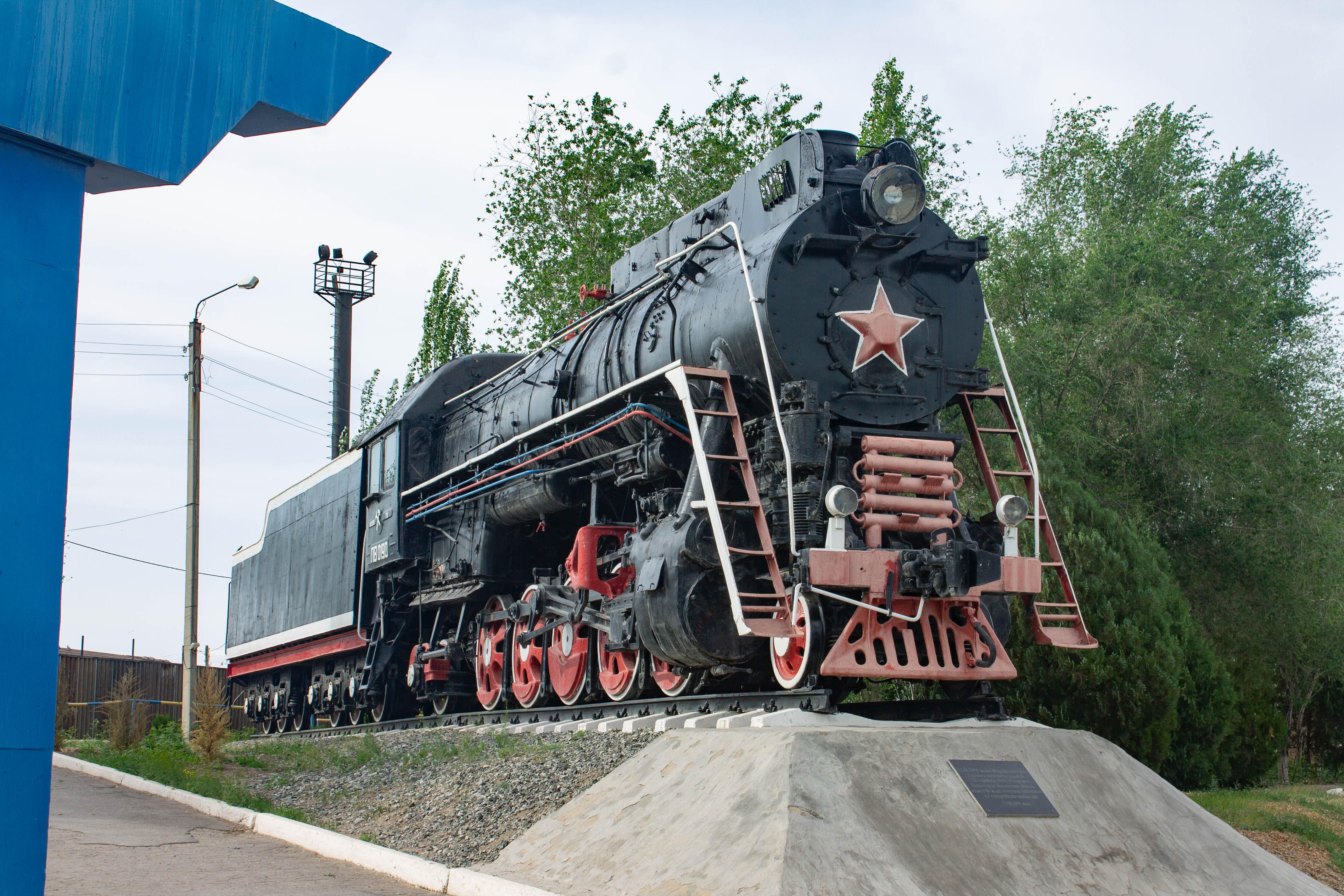
ЛВ-0190 на постаменте в депо Кызылорды

- ЛВ-0190 — локомотивное депо Кызылорда.
- ЛВ-0235 — Малошуйка.
- ЛВ-0478 — локомотивное депо Печора (Республика Коми)[9].
- ЛВ-0521 — локомотивное депо Атбасар АРЗ.

### Заброшены
- ЛВ-0044 — Златоуст[9].
- ЛВ-0092 — Эмба (Казахстан)[9].
- ЛВ-0348 — Астана (Казахстан)[9].

## Примечательный факт

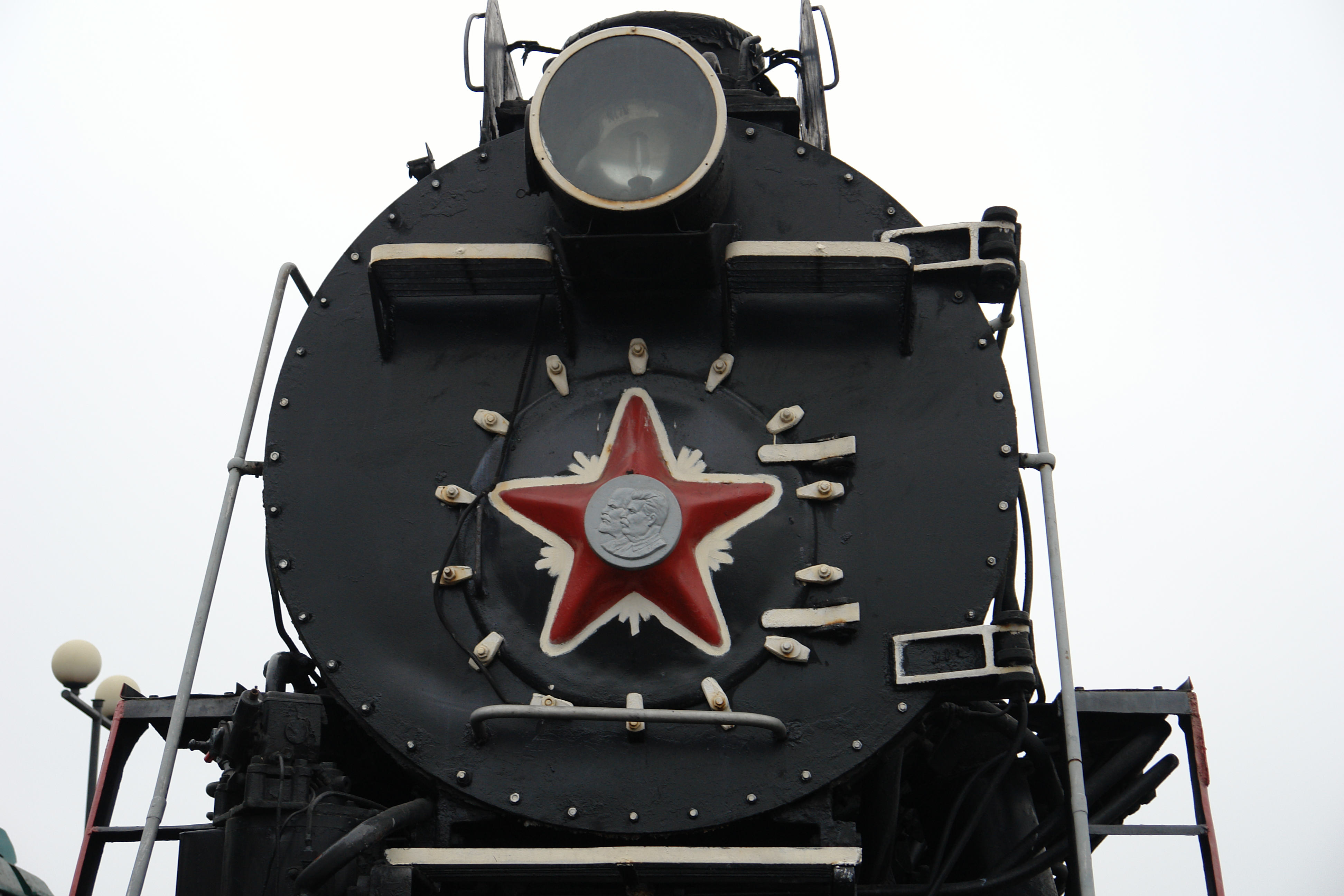
Ленин и Сталин на фронтоне паровоза ЛВ18-002

Как правило, на фронтоне всех паровозов ЛВ располагалась — как и на паровозах Л и П36 — красная звезда с барельефным изображением руководителей СССР — В. И. Ленина и И. В. Сталина. После десталинизации, начатой XX съездом КПСС, центральный элемент звезды с изображением советских вождей с паровозов демонтировался.
В настоящее время изображение Сталина и Ленина, в частности, сохранилось на паровозах ЛВ18-002 (Санкт-Петербургский музей железнодорожной техники) и ЛВ-0233.